# Stroggylocephalus mixta
Stroggylocephalus mixta är en insektsart som beskrevs av Thomas Say 1825. Stroggylocephalus mixta ingår i släktet Stroggylocephalus och familjen dvärgstritar. Inga underarter finns listade i Catalogue of Life.